# Ҥ
La Ҥ, minuscolo ҥ, è una lettera dell'alfabeto cirillico. Viene usata oggi nella versione del cirillico per la lingua mari, la lingua sacha e la lingua altaj dove rappresenta una nasale velare [ŋ]. È stata costruita legando insieme le lettere Н e Г.
Nelle traslitterazioni ufficiali della lingua udmurta e sacha, viene utilizzato il carattere latino Ŋ.
Nelle lingue baschira e cazaca il medesimo ruolo viene svolto dalla lettera Ң.